# Kelgeri, Dharwad
Kelgeri là một làng thuộc tehsil Dharwad, huyện Dharwad, bang Karnataka, Ấn Độ.